# Dito (Einheit)
Dito ist eine veraltete italienische Längenmaßeinheit. Kleine Unterschiede in den Regionen kennzeichneten das Maß.
- Mailand 1 Dito/Pollico = 1/12 Piede = 3,627 Zentimeter
- Bergamo 1 Dito = 3,64 Zentimeter
- Lombardei 1 Dito = 1 Zentimeter

Als Flächenmaß Dito quadrato beträgt die Größe 1  Quadratzentimeter.